# واسکو برگاماسکی
واسکو برگاماسکی (ایتالیایی: Vasco Bergamaschi; ۲۹ سپتامبر ۱۹۰۹ – ۲۴ سپتامبر ۱۹۷۹) دوچرخه‌سوار اهل ایتالیا بود.